# Страстный водопроводчик
«Страстный водопроводчик» (англ. The Passionate Plumber) — кинокомедия режиссёра Эдварда Седжвика с участием Бастера Китона.

## Сюжет
Дело происходит в Париже. К работающему здесь водопроводчиком Элмеру Таттлу приходит Джулиус, слуга богатой красавицы Патриции, и просит прийти починить душ. Когда Элмер занят работой, к Патриции приходит её возлюбленный Тони, женатый мужчина, и они начинают выяснять отношения. Увидев, что у неё в ванной находится мужчина, Тони начинает ревновать и вызывает Элмера на дуэль. Простой работяга, не разбирающийся в тонкостях аристократических условностей, опутывающих этот ритуал, создает ряд нелепых моментов и портит всю дуэль. В конце концов, Патриция понимает, что лучший способ полностью завладеть сердцем Тони — заставить его ревновать, и нанимает Элмера в качестве своего мнимого любовника.

## В ролях
- Бастер Китон — Элмер Таттл
- Джимми Дуранте — Джулиус МакКракен
- Ирен Пёрселл — Патриция Олден
- Гилберт Роланд — Тони Лагорс
- Полли Моран — Альбин
- Мод Эберн — тётя Шарлотта
- Мона Марис — Нина Эстрадос
- Генри Арметта — вышибала
- Хейни Конклин — охотник с винтовкой на дуэли (в титрах не указан)